# Hungría en la Copa Mundial de Fútbol de 1938
Hungría fue una de las 15 selecciones participantes en la Copa Mundial de Fútbol de Francia 1938, la cual fue su segunda participación consecutiva.

## Clasificación
Hungría venció en una serie a partido único a Grecia en Budapest para conseguir la clasificación.

## Jugadores
Estos fueron los 22 jugadores convocados para el torneo, y junto a Checoslovaquia fueron las únicas selecciones que convocaron jugadores provenientes de ligas extranjeras:

## Resultados
Hungría terminó subcampeón.

### Primera ronda
| 5 de junio de 1938 | Hungría                                                     | 6-0     | Indias Orientales Neerlandesas | Vélodrome Municipal, Reims                             |                                                        |
|                    | Kohut 13' · Toldi 15' · Sárosi 28' 89' · Zsengellér 35' 76' | Reporte |                                | Asistencia: 9000 espectadores Árbitro(s): Roger Conrié | Asistencia: 9000 espectadores Árbitro(s): Roger Conrié |

### Cuartos de final
| 12 de junio de 1938 | Suiza | 0-2     | Hungría                     | Stade Victor Boucquey, Lille                                   |                                                                |
|                     |       | Reporte | Sárosi 40' · Zsengellér 89' | Asistencia: 15 000 espectadores Árbitro(s): Rinaldo Barlassina | Asistencia: 15 000 espectadores Árbitro(s): Rinaldo Barlassina |

### Semifinales
| 16 de junio de 1938 | Hungría                                                             | 5-1     | Suecia    | Parc des Princes, Paris                                    |                                                            |
|                     | Jacobsson 19' (a.g.) · Titkos 37' · Zsengellér 39' 85' · Sárosi 65' | Reporte | Nyberg 1' | Asistencia: 20 000 espectadores Árbitro(s): Lucien Leclerq | Asistencia: 20 000 espectadores Árbitro(s): Lucien Leclerq |

### Final
| 19 de junio de 1938 | Hungría                | 2-4     | Italia                          | Stade Olympique de Colombes, Paris                             |                                                                |
|                     | Titkos 8' · Sárosi 70' | Reporte | Colaussi 6' 35' · Piola 16' 82' | Asistencia: 45 000 espectadores Árbitro(s): Georges Capdeville | Asistencia: 45 000 espectadores Árbitro(s): Georges Capdeville |